# Постсюрреализм

Автопортрет художницы Хелен Лундеберг, 1944 год

Постсюрреализм — в широком смысле понятия, движение современного искусства, которое пришло на смену сюрреализму (который развивался с 1920-х по 1960-е годы). Термин используется для обозначения художественного движения, связанного или находящегося под влиянием сюрреализма, которое сформировалось после так называемого периода «исторического сюрреализма». Сторонниками идеи, что сюрреализм «мёртв» современную сюрреалистическую деятельность называют «постсюрреализмом». Однако, некоторые искусствоведы утверждают, что этот термин не нужен, потому что сюрреализм продолжается до наших дней.
В более узком смысле, постсюрреализмом называют художественное движение возникшее в США и окончательно оформившееся к концу 1940-х годов. Американский постсюрреализм представлял собой первый ответ художников США на европейский сюрреализм. В отличие от европейского сюрреализма, постсюрреализм не полагался на случайные образы снов. Вместо этого, тщательно спланированные формы использовались, чтобы вести зрителя через картину, постепенно раскрывая более глубокий смысл.

## США
Во время выставки в Калифорнии в 1934 году супруги Лорсер Фейтельсон и Хелен Лундберг выставили свои работы и классифицировали их как субъективный классицизм. Впервые художники смогли отделить себя от своего имени и даже сформировали группу, в которую вошли такие художники, как Филипп Густон, Рубен Кадиш, Кнуд Меррильд и Грейс Клементс. Таким образом, они основали стиль субъективный классицизм (или новый классицизм), который впоследствии стал известен как постсюрреализм. Используя свою картину «Plant and Animal Analogies» в качестве примера и идеала, Лундеберг написала манифест New Classicism. Через некоторое время, в начале 1940-х годов, когда Европейские сюрреалисты, спасаясь от войны, эмигрировали в Нью-Йорк, движение субъективного классицизма трансформировалось в движение постсюрреализма. Большинство историков датируют расцвет постсюрреализма в Северной Америке 1940-ми годами и связывают его причину с мировой войной и физическим перемещением европейской интеллигенции на континент.
И Люндеберг, и Фейтельсон участвовали в показе произведений искусства для Художественной ассоциации Лос-Анджелеса на бульваре Уилшир в 1954 году. Наряду со Стивеном Лонгстритом и Элиз Каванна, художники, чьи картины были представлены, были известны под общим названием «Функционисты Запада». Фейтельсон и Каванна показали работы которые нельзя было отнести к конкретному искусству Оба художника использовали плоские и почти геометрические формы.
Постсюрреализм был американским ответом европейскому художественному движению XX века. Начиная с 1930-х годов художники искали стиль, который бы отличался от сказочного сюрреализма Европы и более подсознательных, более ранних движений романтизма и модернизма. Эта новая форма искусства «Americana Dream» началась в Лос-Анджелесе. Причудливая, потусторонняя архитектура города и экстравагантные городские пейзажи послужили источником вдохновения для молодых художников. Художники других американских городов, таких как Сан-Франциско, Нью-Йорк и Даллас, поддержали новое направление живописи.
Большое влияние на движении постсюрреалистов оказала Вторая мировая война. Хотя работы, посвящённые военным событиям, были сюрреалистическими, сейчас они классифицируются рядом искусствоведов, как социалсюрреализм. Так же огромное влияние на движение оказало творчество Сальвадора Дали, так в работах ведущих художников направления постсюрреализма, таких как, Освальдо Луи Гульельм и, Джеймс Гай, Уолтер Квирт и Дэвид Смит, можно увидеть его художественные приёмы.